# Llista de Creus de Sant Jordi/1993

#### Persones
Informació actualitzada per un bot. Els canvis manuals es perdran quan s'actualitzi!
| Persona                          | Wikidata  | Descripció                                         | Ocupació                                                                | Imatge |
| -------------------------------- | --------- | -------------------------------------------------- | ----------------------------------------------------------------------- | ------ |
| Per Denez                        | Q20731    |                                                    | escriptor lingüista esperantista                                        |        |
| Ricard Bofill i Leví             | Q316413   | arquitecte i urbanista català                      | arquitecte urbanista director de cinema escriptor dissenyador de mobles |        |
| Enric Valor i Vives              | Q704068   | narrador i gramàtic valencià                       | lingüista escriptor lexicògraf                                          |        |
| André Ricard Sala                | Q4760049  | dissenyador català                                 | dissenyador industrial                                                  |        |
| Joaquim Maria Puyal i Ortiga     | Q4892771  | periodista català                                  | periodista professor presentador de televisió director de ràdio         |        |
| Cesáreo Rodríguez-Aguilera Conde | Q8344361  | jurista i crític d'art espanyol.                   | magistrat polític advocat escriptor crític d'art jurista                |        |
| Guillem Viladot i Puig           | Q9001283  | escriptor i poeta català                           | escriptor poeta                                                         |        |
| Josep Romeu i Figueras           | Q9013348  | poeta i crític literari català                     | poeta crític d'art catedràtic escriptor crític literari                 |        |
| Oriol de Bolòs i Capdevila       | Q9053109  | botànic i professor català                         | botànic pteridòleg professor d'universitat                              |        |
| Rafael Anglada i Rubí            | Q9065716  | actor català                                       | actor                                                                   |        |
| Alexandre Argullós i Marimon     | Q11904899 | Editor català                                      | editor                                                                  |        |
| Antoni Serra i Santamans         | Q11905973 |                                                    | empresari                                                               |        |
| Enric Mañosas i Barrera          | Q11919328 |                                                    | empresari                                                               |        |
| Francesc Prat i Puig             | Q11922811 | arqueòleg català                                   | arqueòleg                                                               |        |
| Genís Samper Triedu              | Q11924057 | religiós escolapi i pedagog català                 | pedagog escriptor                                                       |        |
| Lluís Figa i Faura               | Q11933609 | advocat i jurista català                           | advocat                                                                 |        |
| Mathilde Bensoussan              | Q11936196 | filòloga i traductora francesa d'origen català     | filòleg                                                                 |        |
| Montserrat Andreu Batlló         | Q11937517 |                                                    | psicòleg                                                                |        |
| Oriol Casassas i Simó            | Q11939528 | metge català                                       | metge                                                                   |        |
| Pere Mir i Puig                  | Q11941008 | empresari català                                   | empresari químic professor d'universitat                                |        |
| Péter Brachfeld Latzko           | Q11944119 |                                                    |                                                                         |        |
| Alfred Badia i Gabarró           | Q16941759 | traductor, assagista, poeta i autor teatral català | traductor filòsof escriptor assagista poeta professor de català         |        |
| Jaume Pla i Pallejà              | Q16943459 |                                                    | pintor escriptor                                                        |        |
| Miquel Milà i Sagnier            | Q17044870 | dissenyador català                                 | dissenyador dissenyador industrial                                      |        |
| Lluís Folch i Camarasa           | Q17047282 |                                                    | metge pedagog catedràtic                                                |        |
| Marcel·lí Moreta i Amat          | Q18536350 | polític català                                     | polític                                                                 |        |
| Ignasi Ponti i Grau              | Q19288987 |                                                    | enginyer                                                                |        |
| Aurèlia Muñoz Ventura            | Q19289922 | artista                                            | artista dissenyador artista tèxtil teixidor                             |        |
| Lluís Riu Bertran                | Q19300873 |                                                    | empresari                                                               |        |
| Manuel Saderra i Puigferrer      | Q19301001 | compositor català                                  | compositor                                                              |        |

#### Entitats
Informació actualitzada per un bot. Els canvis manuals es perdran quan s'actualitzi!
| Entitat                                           | Wikidata  | Descripció | Imatge |
| ------------------------------------------------- | --------- | --- | ------ |
| Castellers de Vilafranca                          | Q1048786  | Colla Castellera |        |
| Cercle Artístic de Sant Lluc                      | Q4892714  | centre de pràctica artística i foment cultural |        |
| Minyons de Terrassa                               | Q5636968  | colla castellera de Terrassa |        |
| Casal Català de Montevideo                        | Q8341875  | entitat cultural fundada el 1926 |        |
| Cova del Drac                                     | Q9018451  | edifici de Barcelona |        |
| Justícia i Pau                                    | Q11906990 | organització sense ànim de lucre de promoció i defensa dels drets humans, la justícia social, la pau i el desarmament, la solidaritat i el respecte al medi ambient |        |
| Colla Joves Xiquets de Valls                      | Q11914607 | colla castellera |        |
| Colla Vella dels Xiquets de Valls                 | Q11914613 | colla castellera de Valls |        |
| Federació de Cristians de Catalunya               | Q11921690 | |        |
| Polifònica de Puig-reig                           | Q11942202 | |        |
| Societat de Beneficència de Naturals de Catalunya | Q11950028 | ciutat vella de l'Havana, Cuba |        |
| Centre Comarcal Lleidatà                          | Q20100413 | entitat cultural a Barcelona |        |